# Suzumiya Haruhi no Yūutsu
Suzumiya Haruhi no Yūutsu (jap. 涼宮ハルヒの憂鬱, wörtlich: Die Melancholie der Suzumiya Haruhi) ist ein Franchise von Medien, die aus dem gleichnamigen Titel der ersten Light Novel (illustrierter Roman) aus der Reihe Haruhi Suzumiya des japanischen Autors Nagaru Tanigawa hervorgingen. Darüber hinaus ist es der japanische Name der Anime-Fernsehserie Die Melancholie der Haruhi Suzumiya, die auf Auszügen dieser Romanreihe basiert.
Spätestens durch die Adaption als Anime durch Kyōto Animation im Jahr 2006 wurden die Geschichte und deren Charaktere international bekannt und durch weitere Medien ergänzt. So gehören neben Hörspielen, Mangas, Fanartikeln, Live-Auftritten der Sprecher auch zahlreiche Musikveröffentlichung zu dem Franchise, die für eine Umsetzung einer Light Novel neue Verkaufsrekorde aufstellten.

## Handlung
Kyon ist ein gewöhnlicher Schüler, der gerade auf die Oberschule gewechselt ist und nicht mehr an Zeitreisende, Außerirdische oder Telepathie glaubt, seitdem er die Mittelschule verlassen hat. Ausgerechnet die hinter ihm sitzende Haruhi Suzumiya – ein schönes, intelligentes und aufgewecktes Mädchen, das allerdings auch als exzentrisch und unberechenbar gilt und soziale Kontakte meidet – erzählt bei der ersten Vorstellung vor der Klasse, dass sie sich nur für Aliens, ESP-Begabte, Zeitreisende und ähnliche Abnormalitäten interessiere und für „normale Menschen“ wenig übrig habe. Dadurch verblüfft, versucht Kyon, sich ihr zu nähern, um einen normalen Dialog mit ihr führen zu können. Nachdem er Haruhis Unzufriedenheit mit den existierenden Schulclubs kommentiert hat, findet er sich selbst als Mitglied eines neu gegründeten Schulclubs, der SOS-Brigade (SOS団, SOS-dan, kurz für Sekai o ōi ni moriageru tame no Suzumiya Haruhi no dan, 世界を大いに盛り上げるための涼宮ハルヒの団, dt. Suzumiya Haruhis Gruppe, um die Stimmung auf der Welt beträchtlich zu bessern) wieder. Mit diesem will sie übernatürlichen Vorkommnissen auf die Spur kommen.
Haruhi beansprucht für den Club den Raum des Literatur-Clubs und dessen einziges Mitglied, die stille, Bücher liebende Yuki Nagato, als Eigentum der SOS-Brigade. Kurz danach nimmt sie Mikuru Asahina, ein sehr schüchternes, aber niedliches Mädchen, wegen ihres Moe-Faktors, „gefangen“. Diese traut sich nicht, sich gegen Haruhi zu stellen und wird von dieser häufig, gegen ihren Willen, in Kostüme gesteckt, um für den neu gegründeten Club zu werben. Etwas später schließt sich noch Itsuki Koizumi dieser Gruppierung an, als Haruhi einen mysteriösen Austauschschüler für ihren Club sucht. Dieser lächelt stets, ist sehr höflich und neigt zu ausschweifenden, von übertriebener Gestik begleiteten Erklärungen.
Mit weiterem Fortschreiten der Handlung findet Kyon heraus, dass all diese „unschuldigen Opfer“ Haruhis fantastische Figuren sind. Diese wurden geschickt, um Haruhi zu beobachten, da sie in der Lage ist, das Universum ihren Vorstellungen entsprechend anzupassen. Yuki ist eine Außerirdische, die geschickt wurde, weil Haruhi die Quelle ungewöhnlicher Energien ist. Mikuru wurde aufgrund einer Raum-Zeit-Störung, die vermutlich von Haruhi ausgelöst wurde, zur Zeitreisenden. Der Agent einer Organisation von Menschen mit übernatürlichen Fähigkeiten Itsuki soll aufpassen, dass Haruhi mit ihrer Macht keinen Schaden anrichtet und hält sie für die Schöpferin des Universums.
Haruhi ist sich aber gleichzeitig ihrer Fähigkeiten nicht bewusst und könnte somit einfach in ein anderes Universum übertreten, beziehungsweise dieses zerstören, falls sie mit der Realität des aktuellen nicht zufrieden ist. Um dies zu verhindern, verbringen die Mitglieder von Haruhis Club ihre Zeit damit, ihre Anführerin zu unterhalten und die Illusion eines normalen Lebens aufrechtzuerhalten.

## Charaktere
Alle in der Light-Novel-Reihe auftretenden Charaktere, bzw. deren besondere Eigenschaften, wurden vom Autor Nagaru Tanigawa erdacht. Die visuelle Umsetzung übernahm jedoch Illustratorin Noizi Ito, die ihnen ihr charakteristisches Aussehen gab. Viele der Charaktere erfüllen die Klischees von Moe-Charakteren, die insbesondere ein männliches Publikum ansprechen.

### Hauptcharaktere
Im Zentrum der Light Novel stehen die Mitglieder der SOS-Brigade. Zu ihnen gehört die „göttliche“ Gründerin Haruhi Suzumiya und der männliche Protagonist Kyon, aus dessen Sicht die Handlung erzählt wird. Auf Wunsch von Haruhi treten drei weitere „Schüler“ dem Club bei. Dies sind: Die Außerirdische Yuki Nagato, die Zeitreisende Mikuru Asahina und der ESP-Begabte Itsuki Koizumi.
Haruhi Suzumiya (涼宮 ハルヒ, Suzumiya Haruhi)
Haruhi ist die zentrale Figur der Buchreihe. Im Werk wird sie als frisch eingeschulte Schülerin der nördlichen Oberschule von Nishinomiya vorgestellt. Sie besitzt die Fähigkeit, die Welt entsprechend ihrer Gedanken zu formen. Von dieser „göttlichen Gabe“ weiß sie jedoch nichts. Dennoch wirken ihr Gemütszustand und ihre Wünsche immer wieder auf die reale Welt ein.
Ihre Persönlichkeit wird als exzentrisch und unberechenbar beschrieben. Getrieben vom Ziel der Entdeckung neuer Phänomene entwickelt sie bei neuen Ideen ein starkes Gefühl von Freude mit einhergehendem Enthusiasmus, der sie nicht davor zurückschrecken lässt, die sie umgebenden Personen rücksichtslos für ihre Zwecke einzusetzen. So kommandiert sie gerne ihre Freunde herum und setzt ihr „Lieblingsopfer“ Mikuru gegen ihren Willen für Werbezwecke und zahllose Gemeinheiten ein, die teilweise Formen von neckender Misshandlung oder gar einer gestellten Vergewaltigung annehmen. Trotz ihrer allgemeinen Ablehnung von normalen Menschen und alltäglichen Dingen interessiert sie sich für Kyon. Zu einem späteren Zeitpunkt der Handlung wird dies mit einer Zeitreise Kyons in ihre Vergangenheit begründet. Viele der Zuschauer sahen darin eine sich anbahnende Romanze und vermuten eine charakterliche Entwicklung im Sinne einer Tsundere, da Kyon als normaler Mensch überhaupt nicht ihrem Schema entsprechen würde.
Kyon (キョン, Kyon)
Obwohl Haruhi als Protagonistin im Titel des Franchises genannt wird und sie die Ursache aller Ereignisse ist, wird die Handlung aus Sicht von Kyon, dem einzigen normalen, menschlichen Clubmitglied, erzählt. Als männlicher Oberschüler im ersten Jahrgang berichtet er mit sarkastischen Kommentaren über die Absurdität der Clubaktivitäten. Er richtet sich dabei nicht direkt an das Publikum, sondern präsentiert einen inneren Monolog. In der Light Novel ist oft unklar, ob nur seine inneren Gedanken dargestellt werden oder es sich um laut ausgesprochene Worte handelt, da die anderen Charaktere teilweise auf diese Äußerungen eingehen. Kyon bezieht in seinen Äußerungen bereits zukünftige Ereignisse mit ein, jedoch ohne genauere Details über diese preiszugeben.
Yuki Nagato (長門 有希, Nagato Yuki)
Von der Integrated Data Entity als „menschliche Schnittstelle“ (eine Außerirdische) erschaffen, soll Yuki die Aktivitäten von Haruhi überwachen und wenn nötig unter Kontrolle halten, ohne großen Einfluss auf die Welt zu nehmen. Aufgrund ihres Ursprungs verfügt sie über zahlreiche abnormale Fähigkeiten, die sie äußerst sparsam einsetzt. Yuki kann so beispielsweise die Eigenschaften aller Dinge in ihrer näheren Umgebung verändern, was von Kyon als „Bogus Magie“ bezeichnet wird. So konnte sie beispielsweise ein Baseballspiel so zu manipulieren, dass der Ball sich allein den Schläger suchte oder diesem Auswich.
Mikuru Asahina (朝比奈 みくる, Asahina Mikuru)
Mikuru ist eine Zeitreisende, die durch eine Störung im Zeitgefüge, die von Haruhi ausgelöst wurde, in der Vergangenheit festsitzt. In der Gegenwart wird Mikuru als extrem niedliches Mädchen mit kindlicher Naivität dargestellt, das, obwohl sie aus der Zukunft stammt, über keine besonderen Fähigkeiten verfügt und auch sportlich vollkommen unbegabt ist. Im Werk selbst wird sie von Haruhi als „Loli de Kyonyū“ (dt. „Lolita [d.h. sehr jung aussehendes Mädchen] mit Riesenbrüsten“) beschrieben, dessen tollpatschige Art durch Haruhi oktroyiert wird. Da sie nur hilflos und nicht selbst für ihre Missgeschicke verantwortlich ist, wird sie dem Begriff einer Dojikko nicht gerecht.
Itsuki Koizumi (古泉 一樹, Koizumi Itsuki)
Als zuletzt im Club aufgenommenes Mitglied wurde er von Haruhi als „mysteriöser Austauschschüler“ rekrutiert. Er ließ sich von ihr „freiwillig einfangen“ um sie im Auftrag der Agency (機関, Kikan), einer geheimen Organisation von ESP-Begabten, zu beschatten und Haruhis Emotionen unter Kontrolle zu halten. Trotz seiner Begabung gibt auch er sich nie vor Haruhi als solcher zu erkennen und bekämpft die von ihr ausgehenden Shinjin. Während der Auseinandersetzungen benutzt er Angriffe deren Bezeichnungen Fumoffu und Second Raid den Namen der Anime-Serien der Reihe Full Metal Panic! entlehnt sind.

### Nebencharaktere
Obwohl Ryōko Asakura, Tsuruya und Kyons Schwester im Werk nur als Nebencharaktere agieren, waren sie oft Teil der öffentlichen Wirkung des Franchises, wie den Character Singles. Während Ryōko im Fandom für ihre Mordlust bekannt wurde, schafften es die Parodien auf Tsuruya den Lizenzbesitzer Kadokawa Shoten auf diese aufmerksam zu machen und sie offiziell zu publizieren.
 Ryōko Asakura (朝倉 涼子, Asakura Ryōko), gesprochen von Natsuko Kuwatani (japanisch), Christin Springer (deutsch)
Anfangs wird Ryōko als eine strebsame und hart für ihre Ziele arbeitende Schülerin dargestellt, die von Kyons Freunden auch wegen ihrer Schönheit bewundert wird. Aufgrund ihrer Popularität wird sie auch zur Klassensprecherin gewählt und kümmerte sich intensiv darum, die Beziehung zwischen Kyon und Haruhi voranzutreiben. Bald stellt sich jedoch heraus, dass sie zur Unterstützung Yukis geschickt wurde und ebenfalls ein von der Integrated Data Entity geschaffene „menschliche Schnittstelle“ – eine Außerirdische – ist. So hat sie ähnlich wie Yuki Probleme, die Gefühle der Menschen zu verstehen.
Obwohl sie einen wesentlich sozialeren Umgang mit anderen Personen pflegt, gelangt sie an einem Punkt der Handlung zu der Schlussfolgerung, Kyon töten zu müssen, um durch das Herbeiführen einer besonderen Situation die Reaktionen von Haruhi besser beobachten zu können. Der Versuch Kyon an einem isolierten Ort zu töten scheiterte jedoch an dem Eingreifen Yukis. In der anschließenden Auseinandersetzung verliert sie gegen Yuki, die sie auch aus der „physikalischen Welt“ entfernt. Dabei behält sie bis zum Schluss ihre aufrichtige und freundliche Persönlichkeit bei. Ihr Tod/Verschwinden wird anschließend mit ihrer angeblichen, plötzlichen Auswanderung nach Kanada verschleiert. Ironischerweise provoziert ihr Verschwinden genau die Reaktion, die sie sich vom Tod Kyons erhofft hatte.
In der vierten Light Novel Suzumiya Haruhi no Shōshitsu taucht sie innerhalb einer alternativen Zeitlinie wieder auf. Dort wird sie als normales Mädchen beschrieben, das mit der alternativen Yuki eng befreundet ist. Dennoch ist sie auch in dieser Welt zu psychotischen Morden veranlagt, weshalb sie im Fandom häufig mit einem in der Hand haltenden Messer illustriert wird.
 Tsuruya (鶴屋, Tsuruya), gesprochen von Yuki Matsuoka (japanisch), Anne Predleus (deutsch)
Tsuruya ist die hyperaktive Freundin von Mikuru, die durch ihre laute Stimme, knielange Haare, kräftiges Lachen und eine sehr fürsorgliche Persönlichkeit gekennzeichnet ist. Sie besitzt vorgelagerte Eckzähne und eine idiosynkratische Sprechweise, die sich in leichtem Lispeln, weggelassenen Silben und somit falsch ausgesprochenen Wörtern, als auch in den Füllwörtern „megas“ und „nyorō“ äußert. Dieses schlug sich auch im Titel der Parodie Nyorōn Churuya-san nieder. Tsuruya lacht sehr intensiv und das selbst über Dinge, die andere Charaktere nicht einmal im Ansatz als lustig empfinden.
Auf ihre familiären Hintergründe wird nur sehr wenig eingegangen, jedoch besitzt ihre Familie enge Beziehungen zur Agency. Dies äußert sich insbesondere darin, dass sie über tiefgreifendes Hintergrundwissen verfügt. In der Light Novel wird ihre Familie als wohlhabend beschrieben und obwohl sie kein Mitglied der SOS-Brigade ist, taucht sie im Anime in mehreren Folgen auf. Sie ist dort jedoch weitaus weniger präsent, als es in der Light Novel der Fall ist. Ihr gutes Verhältnis zu Haruhi wird in ihr damit begründet, dass beide auf ihre Art verrückt sind.
 Kyons kleine Schwester (キョンの妹, Kyon no Imōto), gesprochen von Sayaka Aoki (japanisch), Anja Rybiczka (deutsch)
Kyons jüngere Schwester besucht die fünfte Klasse und wird von den anderen Charakteren nur als Kyons kleine Schwester oder kleine Schwester (妹ちゃん, Imōto-chan) bezeichnet. Wie auch von ihrem Bruder ist ihr echter Name nicht bekannt. Im Anime taucht sie nur kurzzeitig in mehreren Folgen auf und erfüllt die Rolle einer durch nichts zu entmutigenden jungen Schwester, die hauptsächlich bei Szenen innerhalb von Kyons Wohnung auftaucht. Als sorglose und verspielte Schwester versteht sie sich bestens mit den Clubmitgliedern und baut zu Mikuru und Tsuraya eine schwesterliche Beziehung auf.
Taniguchi (谷口, Taniguchi), gesprochen von Minoru Shiraishi (japanisch), Jesco Wirthgen (deutsch)
Taniguchi besuchte die gleiche Mittelschule wie Haruhi und wechselte später in Kyons Klasse. Dadurch besitzt er viele Informationen über Haruhi und gab insbesondere Kyon anfangs viele negative Hinweise, die Kyon jedoch nicht davon abhalten konnten sich auf Haruhi einzulassen. Wie Tsuraya und Kyons Schwester fungiert er als temporäre Aushilfe der SOS-Brigade. In der Klasse ist er häufig mit seinem engen Freund Kunikida zusammen und ist sehr auf schöne Mädchen fixiert. So bewertete er beispielsweise bereits in der ersten Schulwoche alle neu hinzugekommenen Mädchen, indem er ihnen Noten verpasste und sich die vollen Namen aller merkte, denen er die Note ‚A‘ gab.
Kunikida (国木田, Kunikida), gesprochen von Megumi Matsumoto (japanisch), Dirk Petrick (deutsch)
Kunikunda ist wesentlich ruhiger als Taniguchi und spielt von beiden eine geringere Rolle. Jedoch kennt er als Gegenstück zu Taniguchi die Vergangenheit von Kyon sehr genau und beschrieb ihn als einen Typus der „seltsame Mädchen“ mag. Diese Äußerung wird zudem als Indiz und Aufhänger für die romantische Beziehung zwischen Kyon und Haruhi gesehen.
Vorsitzender des Computerclubs (コンピュータ研究会部長, Kompyūta Kenkyūkai Buchō), gesprochen von Nobuyuki Kobushi (japanisch)
Als Vorsitzender der Computerclubs teilt er sich zusammen mit den weiteren Mitgliedern einen Raum direkt neben dem der SOS-Brigade. Er wird nie mit seinem echten Namen angesprochen und wird von Haruhi mehrfach „erpresst und ausgeraubt“. So drückte sie ihm beispielsweise seine Hände gegen die Brüste von Mikuru und warf ihn anschließend auf sie um beide in einer Stellung zu fotografieren, die wie eine Vergewaltigung aussieht. Dadurch ist er gezwungen, die besten Computer an Haruhi abzugeben und befindet sich seitdem mit ihr im Streit. Davon besessen, herauszufinden, wozu Haruhi seinen Computer benutzt, besucht er ständig die Website der SOS-Brigade. Den dadurch ansteigenden Besucherzähler wertet Haruhi hingegen als Interesse an ihrer Brigade.
Emiri Kimidori (喜緑 江美里, Kimidori Emiri), gesprochen von Yuri Shiratori (japanisch)
Sie ist eine Schülerin des zweiten Jahrgangs mit einer weichen Stimme und einer sehr gepflegten äußerlichen Erscheinung. Ihren ersten Auftritt hatte sie im dritten Kapitel Mystérique Sign der dritten Light Novel Suzumiya Haruhi no Taikutsu (dt. „die Langeweile der Haruhi Suzumiya“). Dort gibt sie sich als die Freundin des Vorsitzenden des Computerclubs aus. Wie Kyon später feststellen muss, ist dies jedoch nicht der Fall, was in ihm den Verdacht weckt, dass es sich bei ihr auch um eine „menschliche Schnittstelle“ wie Yuki handelt. In späteren Kapiteln taucht sie als Sekretärin des Schulratsvorsitzenden wieder auf und es wird angedeutet, dass sie Yukis Vorgesetzte ist oder zumindest über den Einsatz von Yukis Fähigkeiten entscheidet. Gegen den Willen des Vorsitzenden arbeitet sie schließlich in einem Café das regelmäßig von der SOS-Brigade besucht wird.
Okabe (岡部), gesprochen von Eiji Yanagisawa (japanisch)
Er ist der nur durch seinen Nachnamen angesprochene Klassenlehrer von Kyon und Haruhi. Nach dem Unterricht ist er auch für die Leitung des Handball-Clubs der Schule zuständig.

### Nicht im Anime vorkommende Charaktere
Da der Anime große Popularität erreichte, stehen dessen Charaktere im Vordergrund. Dennoch enthält die Light-Novel-Reihe weitere für sie relevante Charaktere, die im Anime und dessen verfilmten Kapiteln nicht vorkommen: So taucht mit Sasaki ein weiterer Charakter auf, der über „göttliche Fähigkeiten“ verfügt und ebenfalls von einer kleineren Gruppe von Gesandten der verschiedenen Geheimorganisationen umgeben ist.

#### Gegenstücke der Clubmitglieder
Sasaki (佐々木)
Sie ist eine Freundin von Kyon aus der Mittelschule und tritt das erste Mal in der neunten Publikation der Light Novel auf. Sasaki stellt sich selbst als „enge Freundin“ von Kyon vor und erzeugt damit bei Haruhi Gefühle von Eifersucht. Die Beziehung zu ihr verschaffte Kyon den Ruf eines Liebhabers von „seltsamen Mädchen“, da Sasaki das männliche Personalpronomen boku (dt. ich) verwendet. Sie zieht die Aufmerksamkeit der Organisationen auf sich, da sie es vermögen soll eine andere Form von Parallelwelt entstehen zu lassen. So besitzt sie viele charakterliche Gemeinsamkeiten mit Haruhi, was zwischen den beiden immer wieder zu Reibungen führt. Im Gegensatz zu Haruhi ist sie sich jedoch der sie umgebenden Außerirdischen, Zeitreisenden und ESP-Begabten bewusst.
Kuyō Suō (周防九曜, Suō Kuyō)
Wie Yuki Nagato ist sie eine menschliche Schnittstelle die jedoch vom Canopy Dominion auf die Erde entsandt wurde. Sie erscheint als ein Mädchen mit sehr langen Haaren, das die meiste Zeit von den sie umgebenden Menschen nicht wahrgenommen wird. Sie spricht kaum oder in sehr unverständlichen Sätzen. Ihre Mission auf der Erde wird nicht näher erklärt.
Kyōko Tachibana (橘京子, Tachibana Kyōko)
Wie Itsuki ist sie eine ESP-Begabte, wurde aber von einer anderen Organisation entsandt, die Sasaki anstelle von Haruhi als Auslöser der Ereignisse und Quelle ihrer Macht ansahen. Die hinter ihr stehende Organisation behauptet daraufhin, das Haruhi die Kräfte von Sasaki gestohlen habe und sie wieder zurücktransfertiert werden müssen. Ähnlich wie Itsuki verfügt sich die Fähigkeit die von Sasaki erschaffenen Parallelwelten zu betreten. In einer ruhigen und freundlichen Art versucht sie dazu die anderen Charaktere für ihre Mission zu gewinnen und ist dabei oft von deren fehlender Mithilfebereitschaft enttäuscht.

#### Schüler
Vorsitzender des Schulrates (生徒会長, Seitokaichō)
Ausgewählt von Itsuki wird er von der Agency als ärgster Widersacher des gegründeten Clubs dazu benutzt, um Haruhi zu beschäftigen. So greift er als „Ordnungshüter“ immer wieder den Schulclub mit der Begründung an, dass es kein legitimer Club sei, der den Schulregeln entspricht. In seiner Rolle als Widersacher trägt er stets eine Brille und reagiert verschlossen und ruhig. Sobald sich Haruhi nicht in seiner Nähe befindet lässt er diese Fassade fallen, entfernt seine Brille und raucht sogar Zigaretten. Nach und nach gefällt ihm diese Rolle jedoch immer besser und er genießt es seine Macht auszuspielen.
Wie von einigen anderen Charakteren wird sein richtiger Name trotz seiner beständigen Angriffe nie genannt. In der Fernsehserie taucht er nicht auf, da er in den entsprechenden Kapiteln der Light-Novel-Reihe noch keine Rolle spielt.
Miyoko Yoshimura (吉村美代子, Yoshimura Miyoko)
Sie ist ein Mädchen über das Kyon schrieb, als er eine romantische Geschichte für den Literatur-Club verfassen sollte. Obwohl sie die Klassenkameradin seiner jüngeren Schwester ist, hinterlässt sie jedoch bei den anderen Charakteren den Eindruck, als ob sie eine Beziehung mit Kyon besitzt. Sie taucht nur innerhalb der Buchreihe auf und war im Anime nicht zu sehen.
Nakagawa (中河)
Kyon und Nakagawa kennen sich seit der Mittelschule und sind seitdem gute Freunde. Nakagawa verliebt sich auf den ersten Blick in Yuki Nagato. Dabei ist seine Zuneigung zu ihr so extrem, dass er sich intensiv mit seinen Studien beschäftigt, um eines Tages zu seiner „Göttin“ zu passen. Dies ist jedoch nur der Eindruck, den er bei den anderen Charakteren hinterlässt. In Wirklichkeit sieht er in Yuki nur eine Schnittstelle zur Integrated Data Entity, von deren Reichtum, Macht und Wissen er sich überwältigen ließ. Als auch Yuki hinter dieses Geheimnis kommt, entfernt sie ihm die Fähigkeit die Entity sehen zu können.

## Veröffentlichungen

### Light-Novel-Reihe
Die nach dem japanischen Namen ihres Hauptcharakters benannte Light-Novel-Reihe Suzumiya Haruhi (涼宮ハルヒ) wird von Nagaru Tanigawa geschrieben und von Noizi Ito illustriert. Im Mittelpunkt jedes dieser Bücher steht die Schülerin Haruhi Suzumiya, ihre ungewöhnlichen Ansichten und ihre Freunde aus der SOS Brigade. Die Reihe besitzt eine durchgehende Handlung und wurde mit der Zeit um immer weitere Charaktere erweitert. Die Reihe erscheint seit Juni 2003 in bisher dreizehn Bänden (Stand: Juli 2025), wobei der letzte im Mai 2024 veröffentlicht wurde. Das zehnte Buch mit dem Titel Suzumiya Haruhi no Kyogaku wurde wegen der Länge in zwei Bände geteilt. Zuerst wurde es am 25. Mai 2011 als limitierte Sonderausgabe mit einem Zusatzband veröffentlicht und erschien schließlich am 16. Juni 2011 als normale Ausgabe. Ein Großteil der Kapitel wurde jeweils bereits vorher im The Sneaker, einem Seinen-Roman-Magazin des japanischen Verlags Kadokawa Shoten, veröffentlicht.
| Nr.   | Titel                                      | japanischer Titel      | Publikationsdatum  | ISBN                   | Figur des Einbands          |
| ----- | ------------------------------------------ | ---------------------- | ------------------ | ---------------------- | --------------------------- |
| 1     | Suzumiya Haruhi no Yūutsu                  | 涼宮ハルヒの憂鬱       | 6. Juni 2003       | ISBN 978-4-04-429201-0 | Haruhi Suzumiya             |
| 2     | Suzumiya Haruhi no Tameiki                 | 涼宮ハルヒの溜息       | 30. September 2003 | ISBN 978-4-04-429202-7 | Mikuru Asahina              |
| 3     | Suzumiya Haruhi no Taikutsu                | 涼宮ハルヒの退屈       | 27. Dezember 2003  | ISBN 978-4-04-429203-4 | Yuki Nagato                 |
| 4     | Suzumiya Haruhi no Shōshitsu               | 涼宮ハルヒの消失       | 4. Juli 2004       | ISBN 978-4-04-429204-1 | Ryōko Asakura               |
| 5     | Suzumiya Haruhi no Bōsō                    | 涼宮ハルヒの暴走       | 1. Oktober 2004    | ISBN 978-4-04-429205-8 | Tsuruya und Kyons Schwester |
| 6     | Suzumiya Haruhi no Dōyō                    | 涼宮ハルヒの動揺       | 21. März 2005      | ISBN 978-4-04-429206-5 | Haruhi Suzumiya             |
| 7     | Suzumiya Haruhi no Inbō                    | 涼宮ハルヒの陰謀       | 31. August 2005    | ISBN 978-4-04-429207-2 | Mikuru Asahina              |
| 8     | Suzumiya Haruhi no Fungai                  | 涼宮ハルヒの憤慨       | 1. Mai 2006        | ISBN 978-4-04-429208-9 | Yuki Nagato                 |
| 9     | Suzumiya Haruhi no Bunretsu                | 涼宮ハルヒの分裂       | 1. April 2007      | ISBN 978-4-04-429209-6 | Haruhi Suzumiya             |
| 10 11 | Suzumiya Haruhi no Kyōgaku (Sonderausgabe) | 涼宮ハルヒの驚愕       | 25. Mai 2011       | ISBN 978-4-04-429210-2 | Haruhi Suzumiya             |
| 10    | Suzumiya Haruhi no Kyōgaku (zen)           | 涼宮ハルヒの驚愕（前） | 16. Juni 2011      | ISBN 978-4-04-429211-9 | Haruhi Suzumiya             |
| 11    | Suzumiya Haruhi no Kyōgaku (go)            | 涼宮ハルヒの驚愕（後） | 16. Juni 2011      | ISBN 978-4-04-429212-6 | Sasaki                      |
| 12    | Suzumiya Haruhi no Chokkan                 | 涼宮ハルヒの直観       | 25. November 2020  | ISBN 978-4-04-110792-8 | Haruhi und Tsuruya          |
| 13    | Suzumiya Haruhi no Gekijō                  | 涼宮ハルヒの劇場       | 29. November 2024  | ISBN 978-4-04-115439-7 | Mikuru und Yuki             |

Die erste Publikation Suzumiya Haruhi no Yūutsu gewann den Grand Prize der achten Sneaker Awards, der damit erst zum dritten Mal vergeben wurde. In Japan verkauften sich bis zum 30. Juni 2007 von der Reihe über 4,3 Mio. Exemplare. Im April 2008 berichtete Anime News Network von 4,5 Mio. verkauften Ausgaben. Im Jahr 2006 gelang der seit Juni 2003 veröffentlichten Ausgabe Suzumiya Haruhi no Yūutsu, infolge der Ausstrahlung der Anime-Umsetzung, der Sprung in die Verkaufscharts von Amazon Japan und konnte den 14. Platz der verkauften Bücher beanspruchen. Dies betraf alle sieben Ausgaben, die nach Angaben von Anime News Network gleichzeitig die Plätze 5–11 der Bestsellerliste einnahmen und damit knapp hinter den Vorbestellungen von Harry Potter und den Ausgaben von Sakrileg lagen. In den jährlichen Verkaufscharts von 2007 konnte die neunte Ausgabe Suzumiya Haruhi no Bunretsu den siebten Platz einnehmen. Im Jahr 2008 befand sie sich auf dem siebten Platz der Light-Novel-Publikationen.
Suzumiya Haruhi no Kyōgaku erschien erst vier Jahre nach der letzten Veröffentlichung am 25. Mai 2011 in einer limitierten Sonderausgabe mit 600 Seiten sowie am 16. Juni 2011 als zwei Einzelbände. Trotz der langen Wartezeit verkauften sich in der ersten Woche 341.000 (gerundet auf den nächsten Tausender) Exemplare, womit die Light-Novel in der Woche vom 23. bis 29. Mai 2011 auf dem ersten Platz im Ranking von Oricon landete. Damit stellte der Band ebenfalls einen neuen Verkaufsrekord in der Kategorie Bunko (Taschenbuchformat) auf, die von Oricon seit 2008 erfasst wird. Vor der Veröffentlichung wurde der Druck von 513.000 Exemplaren in Auftrag gegeben, was ebenfalls ein neuer Rekord für Light-Novels ist.
Außerhalb Japans wurde die Reihe durch Kadokawa Media für Taiwan, Hongkong und die Volksrepublik China lizenziert. In Südkorea sicherte sich Daiwon CI die Lizenz. Im Englischen Sprachraum begann Little, Brown Books for Young Readers ab 7. Mai 2009 die Reihe als Hardback und Paperback zu veröffentlichen. Hachette brachte den ersten Band der Reihe auf Französisch heraus. Ivrea veröffentlicht seit April 2010 die Light-Novel-Reihe auf Spanisch.

### Manga
In den Anfängen wurde die Handlung der ersten Veröffentlichungen durch Mizuno Makoto adaptiert. Er zeichnete aufbauend auf den Buchvorlagen einen Manga, der vom Mai 2004 bis zum Dezember 2004 erschien und in einem einzelnen Sammelband (Tankōbon) zusammengefasst wurde. Als Gründe für den frühen Abbruch der Veröffentlichung werden der sehr stark von der Vorlage abweichende Inhalt und die geringe Beteiligung des ursprünglichen Autors genannt.
Eine zweite Umsetzung der Reihe als Manga erscheint wie sein Vorgänger innerhalb des Magazins Shōnen Ace. Der Manga spricht bewusst eine jüngere Zielgruppe an, um die Basis der Fans zu erhöhen. Von Gaku Tsugano illustriert, wird er von November 2005 bis zum 26. September 2013 veröffentlicht. Die Serie erschien ebenfalls in Form von 20 Tankōbon-Ausgaben. Bis zum 5. Januar 2009 wurden in Japan 123.394 Exemplare der Manga-Bände verkauft.
Nachdem Yen Press im April 2008 die Lizenz des Mangas für die Publikation in den Vereinigten Staaten erworben hatte, erschien die erste Ausgabe des Mangas am 28. Oktober 2008 auf Englisch. Pika Édition bringt seit dem 1. Juli 2009 eine französische Übersetzung des Mangas heraus und Ivrea seit Januar 2010 eine spanische.

#### Spin-offs
Die offizielle Parodie auf die Light-Novel-Reihe trägt den Titel Suzumiya Haruhi-chan no Yūutsu (涼宮ハルヒちゃんの憂鬱) und wird von Puyo in Form eines Yonkoma gezeichnet, wobei jedes Kapitel auch eine längere Geschichte in freier Panelabfolge enthält. Der Manga wird seit dem 26. Juli 2007 im Magazins Shōnen Ace, seit dem 30. August ebenfalls in The Sneaker veröffentlicht. Das erste gebundene Band der Reihe wurde am 26. Mai 2008 veröffentlicht, das zweite erschien am 26. Dezember 2008 und wurde bis zum 5. Januar 141.566 mal verkauft. Damit besaß Haruhi-chan eine etwas höhere Auflage als das siebte Band des zweiten Mangas, die beide etwa zeitgleich erschienen. Inzwischen sind acht Bände erschienen. Yen Press lizenzierte die Reihe für den englischsprachigen Raum und veröffentlichte den ersten Band Oktober 2010.
Der von Eretto aus dem Zirkel Uraraka Utsura gezeichnete Dōjinshi Nyorōn Churuya-san (にょろーん ちゅるやさん) war so erfolgreich, dass er von Kadokawa Shoten adoptiert wurde. Seit dem November 2008 erscheint die Parodie auf den Charakter Tsuruya, die im Stile eines Yonkoma gehalten ist, innerhalb des Shōnen-Magazins Comp Ace. Daneben hatte der Zirkel zu den Charakteren Haruhi Suzumiya und Ryōko Asakura Parodien veröffentlicht.
Infolge der Beliebtheit der Parodien Suzumiya Haruhi-chan no Yūutsu und Nyorōn Churuya-san wurden zwischen dem 14. Februar (ursprünglich für den 13. angekündigt) und dem 25. Mai 2009 Kurzfilme auf dem Youtube-Channel von Kadokawa ausgestrahlt. Die 25 bzw. 13 Folgen der Original Net Animation wurden anschließend auf drei DVDs herausgebracht und durch drei Audio-CDs über Churuya-san ergänzt.
Yuki Nagato erhielt im monatlich erscheinenden Manga-Magazin Young Ace 2009 eine eigene Serie mit dem Titel Nagato Yuki-chan no Shōshitsu (長門有希ちゃんの消失). Diese basiert auf der im vierten Romanband bzw. der im Kinofilm dargestellten Parallelwelt. Gezeichnet wird sie wie Suzumiya Haruhi-chan no Yūutsu von Puyo, jedoch in freier Panelabfolge. Dieser Manga erhielt 2015 eine Anime-Serie.
Von Puyo stammt ebenfalls eine Parodie mit der Figur des Itsuki Koizumi als Protagonisten. Dieser Koizumi Itsuki-kun no Inbō (古泉一樹くんの陰謀) genannte Manga startete am 18. April 2012 (Vol. 4/2012) im Magazin Ultima Ace und endete am 18. Oktober 2012 (Vol. 7/2012) mit der Einstellung des Magazins.

### Anime
Kyōto Animation produzierte im Jahr 2006 die 14-teilige Anime-Fernsehserie Die Melancholie der Haruhi Suzumiya, die auf der Romanvorlage beruht. Nach der Ausstrahlung in Japan und der Veröffentlichung auf DVD, wurde die Serie in zahlreichen Ländern lizenziert und veröffentlicht. Sie war dabei so erfolgreich, dass sie einen Kultstatus erreichte. Bei der Wiederholung 2009 wurde mit den Episoden der 1. Staffel vermischt auch die der 2. Staffel ausgestrahlt.

#### Kinofilm
Am 6. Februar 2010 kam der Kinofilm Suzumiya Haruhi no Shōshitsu (涼宮ハルヒの消失) basierend auf dem gleichnamigen vierten Roman in die japanischen Kinos. Obwohl der Film in nur 24 Kinos anlief, erreichte er am Wochenende mit einem Einspielergebnis von 100 Millionen Yen Platz 7 der japanischen Kinocharts. In der ersten Woche spielte er 200 Millionen Yen und wurde von 140.000 Zuschauern gesehen.
Suzumiya Haruhi no Shōshitsu wurde beim 15. Animation Kobe als bester Kinofilm ausgezeichnet.

#### Anime-Umsetzungen der Spin-offs
Für den 13. Februar 2009 wurden Kurzfilme zu den beiden Parodien Suzumiya Haruhi-chan no Yūutsu und Nyorōn Churuya-san angekündigt, die auf dem YouTube-Channel von Kadokawa veröffentlicht werden sollten. Beide Parodien benutzen intensiv das Stilmittel der Super Deformation. Statt der für 10 Uhr (japanischer Zeit) angekündigten ersten Folge, wurde jedoch zunächst eine an das Nice Boat zu School Days angelehnte Entschuldigung eingestellt, die schlicht besagte, dass man es nicht rechtzeitig geschafft habe. Mit eintägiger Verspätung standen die ersten Folgen beider Kurzserien auf YouTube zum Streamen bereit und wurden innerhalb der ersten 15 Stunden mehr als 323.000 Mal (195.000 Haruhi-chan, 128.000 Nyorōn Churuya-san) aufgerufen. Nach fünf Tagen zählte die erste Folge von Haruhi-chan mehr als 500.000 Aufrufe, die von Nyorōn Churuya-san mehr als 350.000 Aufrufe. Die Folgen beider Serien erscheinen jeweils in einer japanischen Fassung und in einer mit englischen Untertitel. Bis zum 15. Mai 2009, zum Ende der beiden Kurzserien, erschienen 25 Folgen und das Ending von Haruhi-chan und 13 Folgen von Nyorōn Churuya-san.
Beide Serien erschienen zwischen dem 29. Mai und dem 31. Juli 2009 als Suzumiya Haruhi-chan no Yūutsu & Nyorōn Churuya-san (涼宮ハルヒちゃんの憂鬱&にょろーん☆ちゅるやさん) auf 3 DVDs. Beim 14. Animation Kobe erhielten beide den Preis für das beste Werk in der Kategorie Internet. Die erste DVD erreichte Platz 4 der DVD-Charts, die zweite Platz 9 und die letzte wiederum Platz 4.
Der Manga Nagato Yuki-chan no Shōshitsu wurde von Studio Satelight als Anime-Serie adaptiert. Regie führt Jun’ichi Wada, während Ikuko Itō das Character Design des Manga für den Anime adaptiert. Die Serie wird seit dem April 2015 ausgestrahlt. Im März 2015 wurde sie in Deutschland von Kazé lizenziert und soll unter dem Titel The Disappearance of Nagato Yuki-chan erscheinen.

### Spiele
Am 27. Dezember 2007 erschien das Adventure Suzumiya Haruhi no Yakusoku (涼宮ハルヒの約束, dt. „Das Versprechen der Haruhi Suzumiya“) von Namco Bandai Games. Das Spiel basiert auf dem zweiten Roman Suzumiya Haruhi no Tameiki, in der die SOS-Brigade einen Film für das Schulfest dreht, was auch in der Anime-Episode Die Abenteuer der Mikuru Asahina umgesetzt wurde, verwendet aber ein neu geschriebenes Szenario. Enthalten sind als Minispiele Beach-Volleyball, The day of Sagittarius und Love Love Poker. Das Spiel verwendet eine neue Methode namens Motion Portrait mit der basierend auf einem einzigen Bild verschiedene Mimiken erstellt werden können. Es wurde dafür beim Nihon Game Daishō 2007 (日本ゲーム大賞, dt. „Großer Spielepreis von Japan“) mit dem Game Award Future (フューチャー部門, Fyūchā bumon) ausgezeichnet.
Am 31. Januar 2008 veröffentlichte Banpresto das Adventure Suzumiya Haruhi no Tomadoi (涼宮ハルヒの戸惑, dt. „Die Ratlosigkeit der Haruhi Suzumiya“) für die PlayStation 2. Im März 2008 erschien bei Kadokawa Shoten dazu das Begleitbuch Suzumiya Haruhi no Tomadoi: Kōshiki Fanbook (涼宮ハルヒの戸惑公式ファンブック, dt. „Die Ratlosigkeit der Haruhi Suzumiya: Offizielles Fan-Buch“). Die Handlung des Spiels dreht sich um die Erschaffung eines Videospiels, die von Haruhi beschlossen wurde. Die Planung dazu überlässt sie Kyon, die vom Spieler gesteuerte Figur, der die Mitglieder der SOS-Brigade für einzelne Arbeiten einteilt. In interaktiven Sequenzen mit den anderen Figuren wird das Spiel Stück für Stück erschaffen und kann am Ende vom Spieler gespielt werden. Am Anfang steht nur eine Raising Sim basierend auf Princess Maker mit Mikuru und Nagato als zu erziehende Mädchen zur Verfügung. Nach erfolgreicher Beendigung des PS2-Spiels wird aber auch die Möglichkeit zur Erstellung eines Strategie-Rollenspiels ähnlich Super Robot Taisen und eines 8-bit-Rollenspiels ähnlich Dragon Quest freigeschaltet.
Eine Umsetzung als Computerspiel mit dem Titel Suzumiya Haruhi no Gekidō (涼宮ハルヒの激動, dt. „Der große Aufruhr der Haruhi Suzumiya“) soll für Nintendo Wii am 22. Januar 2009 veröffentlicht werden, wobei die Erstankündigung für den 27. November 2008 stattfand. Das Spiel ist eine Mischung aus Anime-Tanz-Choreographie und Action, bei dem die Figuren mit dem Controller der Wii beim Tanzen kontrolliert werden müssen oder der Spieler Dialoge mit den Charakteren führt. Die Tanzeinlagen sind mit denen der Spiele Patapon und Guitar Hero vergleichbar.
Für den 26. März 2009 wurden von Sega zwei Adventure angekündigt: Suzumiya Haruhi no Heiretsu (涼宮ハルヒの並列, dt. „Die Parallelschaltung der Haruhi Suzumiya“) für die Wii und Suzumiya Haruhi no Chokuretsu (涼宮ハルヒの直列, dt. „Die Reihenschaltung der Haruhi Suzumiya“) für Nintendo DS. Während ersteres zu diesem Zeitpunkt veröffentlicht wurde, erschien letzteres erst am 28. Mai, eine Woche nach der Ausstrahlung der ersten Folge der 2. Staffel.
Mitte Februar 2010 wurde das Minispiel The Day of Sagittarius III (TDOS3 for iPhone) basierend auf Folge 13 der Anime-Serie auf Englisch in Apples App Store veröffentlicht. Am 15. Juli 2010 folgte eine Variante namens The Day of Sagittarius III: Drill Edition (TDOS3 Drill Edition for iPhone).
Ein Mah-Jongg-Spiel für die PlayStation Portable mit dem Titel Suzumiya Haruhi-chan no Mājan (涼宮ハルヒちゃんの麻雀) soll am 24. Februar 2011 von Kadokawa Shoten veröffentlicht werden. Anders als die vorher erschienenen Spiele benutzt es Figuren der Haruhi-chan-Parodie.
Daneben existiert auch noch eine Vielzahl an Dōjin-Spielen.

### Musikveröffentlichungen
Es wurden zu Suzumiya Haruhi no Yūutsu vier Singles veröffentlicht. Dies waren Bōken Desho Desho?, Hare Hare Yukai, Suzumiya Haruhi no Tsumeawase und Saikyō Pare Parade. Hare Hare Yukai und Suzumiya Haruhi no Tsumeawase erreichten laut Oricon den 5. Platz der japanischen Single-Charts und wurden dort 90 bzw. 118 Wochen lang gelistet.
Bōken Desho Desho? und Saikyō Pare Parade errichten die Spitzenplatzierungen 10 und 9.
Des Weiteren wurden neun sogenannte Charactersingles veröffentlicht, in denen jeweils ein Synchronsprecher als Charakter, den er ebenfalls in der Serie gesprochen hatte, Lieder singt, die nicht in der Serie verwendet wurden, sondern extra für diese Veröffentlichung produziert wurden. Darunter sind die fünf Hauptcharaktere sowie weitere Nebenfiguren. Jede dieser Charactersingles hat außer mindestens einem extra für diese Single geschriebenen Lied eine eigene Version des Abspannthemas Hare Hare Yukai. Der Text dieses Liedes wurde teilweise angepasst, damit dieser besser zu dem jeweiligen Charakter passt. Die Musik selbst wurde bei den letzten vier Singles (Kyon no Imōto (Kyons kleine Schwester), Kimidori Emiri, Koizumi Itsuki und Kyon) ebenfalls variiert, das Thema selbst blieb jedoch deutlich erkennbar.

### Hörspiele
Im Jahr 2006 wurden drei Hörspiele zu Suzumiya Haruhi no Yūutsu veröffentlicht. 2007 kam ein weiteres Hörspiel hinzu.

## Rezeption

### Äußere Wahrnehmung der Charaktere
Aufgrund des großen Erfolgs des Franchises Suzumiya Haruhi no Yūutsu wurden die Charaktere weltweit bekannt und erreichten, wie das Werk selbst, in Japan einen Kultstatus. So finden sich Bilder von ihnen in kommerziellen Werbespots und auch auf Plakaten bei einem Protest im Gazastreifen wieder. Ein weiteres prominentes Beispiel ist der Auftritt von Haruhi als abgewandeltes Maskottchen bei den Olympischen Sommerspielen 2008, der jedoch vom japanischen Lizenzbesitzer nicht genehmigt war. Die Veranstalter der Olympiade wiesen jedoch den Vorwurf und jegliche Beteiligung von sich. Als Reaktion darauf tauchte diese als „Harbin“ bezeichnete Kopie beispielsweise im Manga und der OVA von Sayonara Zetsubō Sensei auf, wo die echte Haruhi zusammen mit den Charakteren aus Lucky Star als „nicht kopierbar“ beschrieben wird.
Innerhalb der japanischen Unterhaltungsindustrie wurden Haruhi und weitere Charaktere des Franchises immer wieder aufgegriffen. So existieren zahlreiche Parodien und Cameo-Auftritte in anderen Manga und Animes. 

#### Geschlechtertausch
In der Fanszene entstanden geschlechtsvertauschte Umsetzungen von Haruhi und Kyon als Haruki (auch Haruhiko, ハルヒコ) und Kyonko (キョン子, auch Kyon-chan). So ist Haruki eine männliche Umsetzung von Haruhi, die sich wie die weibliche Fassung von Kyon im Fandom des Franchises verbreitete. Infolge wachsender Bekanntheit dieser beiden neu eingeführten „Geschlechtsumwandlungen“ entwickelten sich zu fast allen Charakteren äquivalente andersgeschlechtliche Gegenstücke. Zu ihnen gehören unteren anderen Mitsuru Asahina (auch Michiru oder Minoru), Yuuki Nagato (auch Yukihiko oder Yukio) und Itsuko Koizumi (auch Itsukihime). Auf dieser Idee bauten schließlich zahlreiche Doujinshi auf, die sowohl kostenlos unter Fans weitergegeben wurden oder auch auf dem Comiket und Anime-Conventions angeboten wurden. Auch T-Shirts und andere Fan-Artikel bildeten die Neuschöpfungen ab und wurden auf der Singapore Toy, Games & Comic Convention 2008 vorgestellt. Der Umfang des Interesses an dieser Entwicklung wird oftmals schlicht mit dem mehr als 13.000 Einträge umfassenden Thread des Forums von Animesuki begründet, in dem auch die anfängliche Idee dieser Umsetzung vermutet wird, auch wenn die Idee zu solchen Geschlechtsumwandlungen nicht neu ist.